# 국립강릉원주대학교 경영정책과학대학원
국립강릉원주대학교 경영정책과학대학원(江陵原州大學校 競泳政策科學大學院, Gangneung-Wonju National University Graduate School of Management and Policy)는 대한민국 강원도 강릉시와 원주시의 국립 특수대학원이다. 국립강릉원주대학교의 교육 시설로, 경영학과 정책학 등의 석사 학위를 수여한다.

## 연혁
- 1979년 1월 18일: 강릉대학 경영·정책과학대학원 설립
- 1979년 3월 14일: 개원
- 1991년 3월 1일: 강릉대학교 경영·정책과학대학원으로 원명 변경
- 2009년 3월 1일: 강릉원주대학교 경영정책과학대학원으로 원명 변경

## 교육편제
다음은 2019년 기준 국립강릉원주대학교 경영정책과학대학원의 석사 학위 과정 목록이다. 이 외에도, 공개 과정으로 최고경영정책과정(최고경영자과정) 등을 운영하고 있다.

### 강릉캠퍼스
- 경영학과
- 회계학과
- 산업경제학과지역개발학과
- 법률정책학과
- 국제비즈니스학과
- 행정학과
- 전자상거래학과
- 안보·국방·정책학과
- 관광학과
- 국제통상학과

### 원주캠퍼스
- 국방정보학과
- 국제무역통상학과
- 관광경영학과